# ۵ اسفند
۵ اسفند سیصد و چهل و یکمین روز سال در گاه‌شماری خورشیدی است. به پایان سال ۲۴ روز (۲۵ روز در سال کبیسه) باقی‌است.

## رویدادها
- ۱۱۱۷ - نبرد کرنال
- ۱۳۴۰ - دو شرکت سهامی هواپیمایی ایران و هواپیمایی پارس با هم ادغام شدند و شرکت هواپیمایی ملی ایران بنیان‌گذاری شد
- ۱۳۵۵ - تنفیذ قانون اساسی جمهوری افغانستان از سوی محمدداود خان، رییس نظام جمهوری افغانستان.[۱]
- ۱۳۸۰ - حادثه ۵ اسفند ۱۳۸۰ ایلیوشین ایل-۷۶ نیروی هوایی سپاه پاسداران انقلاب اسلامی
- ۱۳۸۶ - حادثه ۵ اسفند ۱۳۸۶ هلیکوپتر هوانیروز ارتش جمهوری اسلامی ایران
- ۱۳۹۳ - حادثه ۵ اسفند ۱۳۹۳ فروند آموزشی سوکاتا تی‌بی

## زادروزها
- ۵۷۹ - خواجه نصیرالدین طوسی، فیلسوف
- ۱۳۰۵ - ناصر مکارم شیرازی، مرجع تقلید
- ۱۳۰۵ - سیاوش کسرایی، شاعر
- ۱۳۰۹ - ریزعلی خواجوی، مشهور به دهقان فداکار
- ۱۳۱۴ - پروین میکده، بازیگر
- ۱۳۲۱ - غلامرضا اعوانی، استاد فلسفه
- ۱۳۳۱ - زهرا سعیدی، بازیگر
- ۱۳۴۸ - یوسف صیادی، بازیگر
- ۱۳۶۴ - عبدالله روا، مجری

## درگذشتگان
- ۱۳۵۴ - سلیمان امینی، شاعر و خوشنویس
- ۱۳۵۸ - پرویز فنی‌زاده، بازیگر
- ۱۳۸۵ - سعید قهاری، از اعضای سپاه پاسداران انقلاب اسلامی
- ۱۳۸۷ - ایرج سلیمانی، بازیکن فوتبال
- ۱۳۹۲ - عبدالمجید مجیدی، وزیر سازمان برنامه و بودجه کشور ایران در کابینه امیرعباس هویدا
- ۱۳۹۵ - اشرف بهادرزاده، از نخستین بنیان‌گذاران مؤسسه خیریه کهریزک
- ۱۴۰۲ - سید محمد موسوی بجنوردی، از اعضای شورای عالی قضایی
- ۱۴۰۲ - پرویز ربیعی، دوبلور

## مناسبت‌ها
- روز بزرگداشت خواجه نصیر طوسی[۲]
- روز مهندسی در ایران[۲]
- روز ملی شهرستان نجف‌آباد
- روز عشق ایرانی سپندارمذگان
- جشن اسفندگان
- جشن زمین و بانوان
- روز مادر در ایران باستان